# Acoetidae
Acoetidae (лат.) — семейство кольчатых червей отряда Phyllodocida из подкласса Errantia класса многощетинковых.

## Описание
Морские придонные многощетинковые черви, живут в толстых грязевых трубках. Acoetidae — длинночешуйчатые черви с многочисленными сегментами, округлые в сечении, покрытыми чешуевидными пластинами-элитрами. Длина может достигать 300 мм, а ширина — 40 мм. Они живут в волокнистой трубке, состоящей из длинных, похожих на шелк, хитиновых нитей, выделяемых сегментными прядильными железами и сплетенных в крестообразную спираль. Эти трубки уникальны среди полихет своим общим строением и отсутствием какой-либо мембранной оболочки. Нити, по-видимому, гомологичны волокнам, образующим дорсальный войлок Aphrodita. Акоетиды - хищники, они захватывают добычу, частично выходя из трубки, захватывая ее челюстями и быстро возвращая обратно в трубку. Пластины-элитры Panthalis непрерывно двигаются вверх и вниз, создавая водный эффект.
Acoetidae широко распространены от низкой приливно-отливной зоны до глубоководных районов (до 1500 м) и зарегистрированы в большинстве океанов, за исключением, по-видимому, арктических и антарктических морей. Особи живут долго и занимают постоянные трубки, в которых могут обитать различные комменсальные виды, например, мшанки. Среди сожителей-комменсалов — камптозои на слоя мягких грязевых трубок, брюхоногие моллюски на поверхности червя, двустворчатые моллюски между параподиями и комменсальные полиноиды в трубках.

## Систематика
Известно 8 родов и около 40 видов. Семейство было описано в 1856 году. Первоначально были отнесены к Aphroditidae, но Раус и Фаухалд (1997) пришли к выводу, что Acoetidae образуют сестринскую кладу с Aphroditidae. Дэй (1967) рассматривал эту группу как подсемейство (под названием Polyodontinae) в составе семейства Aphroditidae, а Мьюир (1982) отнес их в ранге подсемейства к Polynoidae, но ни одна из этих классификаций не получила широкого признания. Подробный хронологический синопсис Acoetidae, его родов и видов, составленный в 1989 году, выявил изрядную степень сложности и путаницы в этом семействе.
- Acoetes Audouin & Milne Edwards, 1832
- Euarche Ehlers, 1887
- Eupanthalis McIntosh, 1876
- Eupolyodontes Buchanan, 1894
- Neopanthalis Strelzov, 1968
- Panthalis Kinberg, 1856
- Polyodontes Renieri in Blainville, 1828
- Zachsiella Buzhinskaja, 1982